# Thor Delta M
Thor Delta M (Delta M) – amerykańska rakieta nośna z serii Delta. Bazowała na rakiecie Delta L, lecz w odróżnieniu od niej używała silnika Star-37 jako członu górnego. Podczas ostatniego lotu wykorzystała 6 dopalaczy Castor 2.

## Starty
1. 19 września 1968, 00:09 GMT; konfiguracja M; s/n Delta 59; miejsce startu: Cape Canaveral Air Force Station (SLC-17A), USA
Ładunek: Intelsat 3 F-1; Uwagi: start nieudany – awaria systemu nawigacji, rakietę zniszczyła kontrola bezpieczeństwa
2. 19 grudnia 1968, 00:32 GMT; konfiguracja M; s/n Delta 63; miejsce startu: Cape Canaveral Air Force Station (SLC-17A), USA
Ładunek: Intelsat 3 F-2; Uwagi: start udany
3. 6 lutego 1969, 00:39 GMT; konfiguracja M: s/n Delta 66; miejsce startu: Cape Canaveral Air Force Station (SLC-17A), USA
Ładunek: Intelsat 3 F-3; Uwagi: start udany
4. 22 maja 1969, 02:00 GMT; konfiguracja M; s/n Delta 68; miejsce startu: Cape Canaveral Air Force Station (SLC-17A), USA
Ładunek: Intelsat 3 F-4; Uwagi: start udany
5. 26 lipca 1969, 02:06 GMT; konfiguracja M; s/n Delta 71; miejsce startu: Cape Canaveral Air Force Station (SLC-17A), USA
Ładunek: Intelsat 3 F-5; Uwagi: start nieudany – nie zadziałał 3. człon
6. 22 listopada 1969, 00:37 GMT; konfiguracja M; s/n Delta 74; miejsce startu: Cape Canaveral Air Force Station (SLC-17A), USA
Ładunek: Skynet 1A; Uwagi: start udany
7. 15 stycznia 1970, 00:16 GMT; konfiguracja M; s/n Delta 75; miejsce startu: Cape Canaveral Air Force Station (SLC-17A), USA
Ładunek: Intelsat 3 F-6; Uwagi: start udany
8. 20 marca 1970, 23:52 GMT; konfiguracja M; s/n Delta 77; miejsce startu: Cape Canaveral Air Force Station (SLC-17A), USA
Ładunek: NATO 1; Uwagi: start udany
9. 23 kwietnia 1970, 00:46 GMT; konfiguracja M; s/n Delta 78; miejsce startu: Cape Canaveral Air Force Station (SLC-17A), USA
Ładunek: Intelsat 3 F-7, Uwagi: start udany
10. 23 lipca 1970, 23:23 GMT; konfiguracja M; s/n Delta 79; miejsce startu: Cape Canaveral Air Force Station (SLC-17A), USA
Ładunek: Intelsat 3 F-8; Uwagi: start udany
11. 19 sierpnia 1970, 11:21 GMT; konfiguracja M; s/n Delta 80; miejsce startu: Cape Canaveral Air Force Station (SLC-17A), USA
Ładunek: Skynet 1B; Uwagi: start udany
12. 3 lutego 1971, 01:41 GMT; konfiguracja M; s/n Delta 82; miejsce startu: Cape Canaveral Air Force Station (SLC-17A), USA
Ładunek: NATO 2, Uwagi: start udany
13. 13 marca 1971, 16:15 GMT; konfiguracja M6; s/n Delta 83; miejsce startu: Cape Canaveral Air Force Station (SLC-17A), USA
Ładunek: Explorer 43, Uwagi: start udany